# Абдул-Малик ибн Марван
Абуль-Валид Абдул-Малик ибн Марван аль-Умайя (араб. عبد الملك بن مروان‎;
646—705 годы) — 5-й халиф Омейядского халифата.

## Биография
Родился в 646 году в Медине. Получил прекрасное образование, был широко образованным человеком.
В 685 году после смерти отца Марвана I унаследовал престол. Новый халиф направил войска под командованием эмира аль-Хаджжаджа на восстановление владычества Омейядов на всей территории Халифата, утерянной в 683 году после смерти Язида I. Аль-Хаджжадж покорил Басру и устремился в Хиджаз. В Мекке он разгромил и убил Ибн аз-Зубейра и победил в Ираке его сторонников, в Дамаске — аль-Ашдака. В 697 году было подавлено начавшееся в 692 году выступление хариджитов. Государственное единство халифата было восстановлено. Кроме того был завоёван ряд новых земель, особенно в Средней Азии и Северной Африке.
Во всех землях халифата был проведён ряд реформ, укрепивших власть арабов: вместо греческого и среднеперсидского в канцеляриях был повсеместно введён арабский язык, в 696 году византийские и сасанидские деньги были заменены арабскими монетами новой чеканки, была проведена налоговая и финансовая реформа.

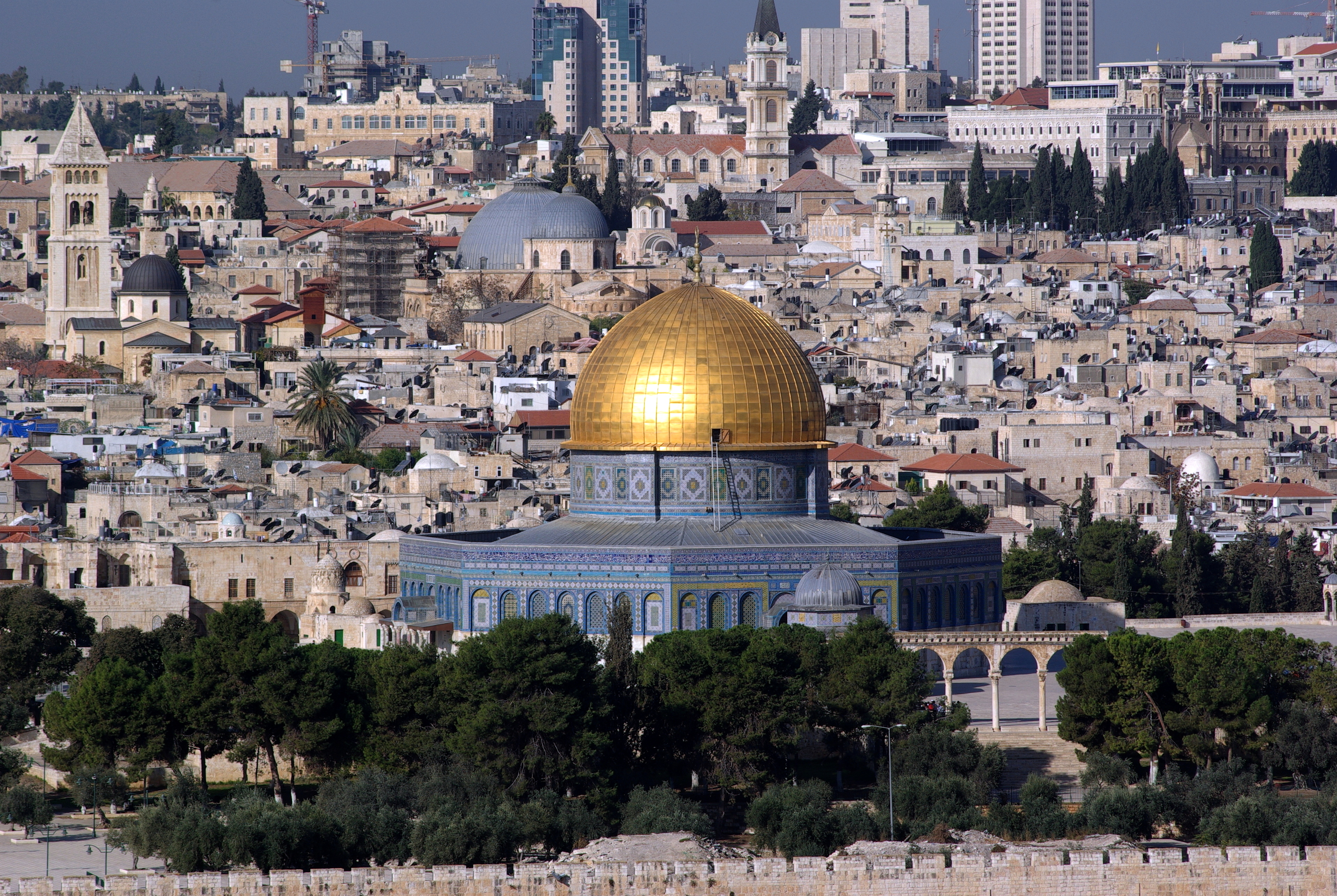
Куббат ас-Сахра

По повелению Абд аль-Малика в Иерусалиме на месте разрушенного римлянами Иерусалимского храма в 687—691 годах был воздвигнут «Купол Скалы» (Куббат ас-Сахра), заключающий в себе выступ скалы, с которого по преданию пророк Мухаммед совершил вознесение на небо (мирадж), а также стена, опоясвающий со всех сторон мечеть.